# 岩手県交通釜石営業所

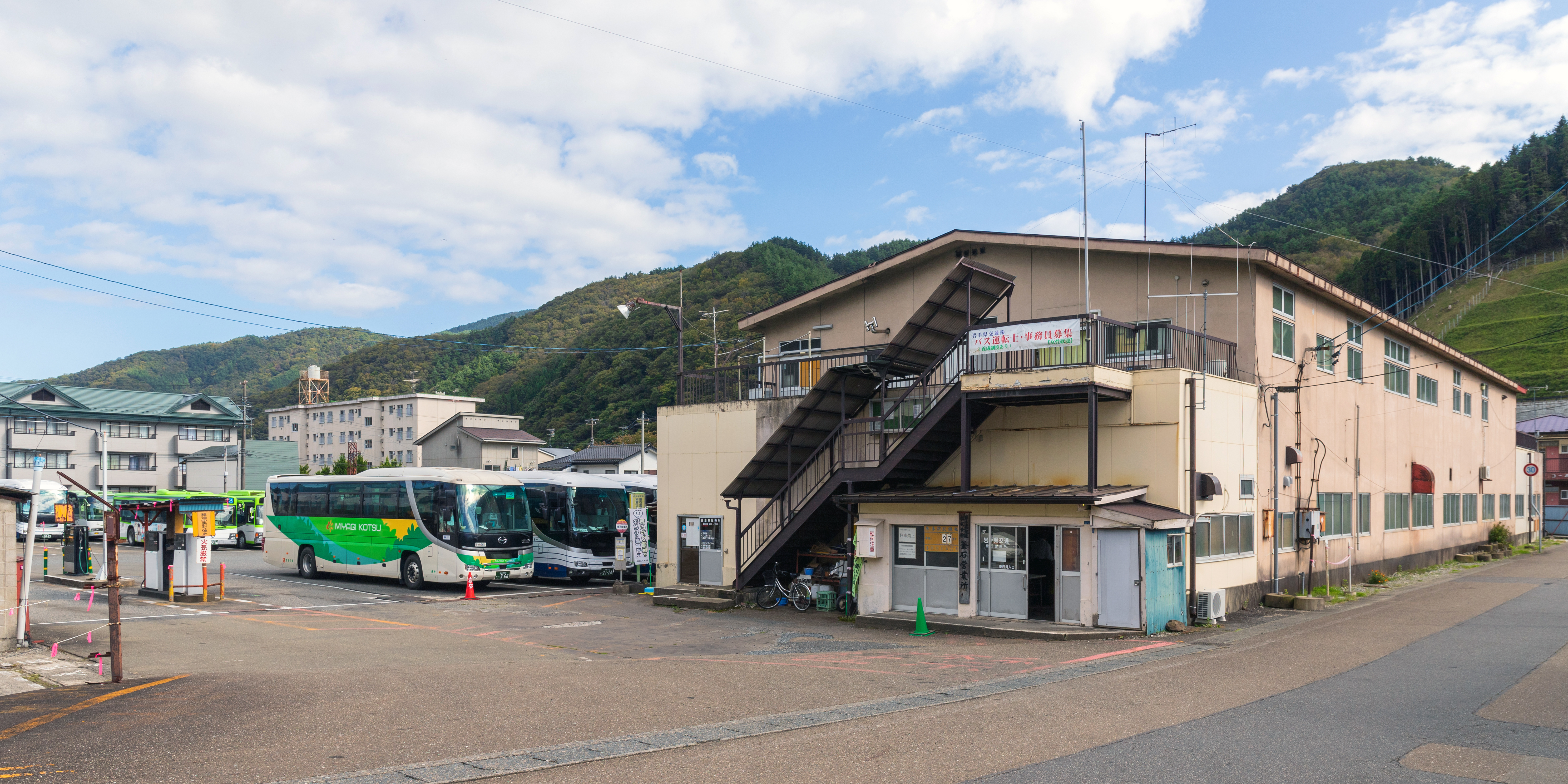
営業所外観

岩手県交通釜石営業所（いわてけんこうつうかまいしえいぎょうしょ）は、岩手県釜石市にある岩手県交通の営業所である。主に釜石地区の路線を管轄する。ヤマトオートワークス釜石整備工場も併設している。

## 所在地
岩手県釜石市野田町2-20-2

## 沿革
- 2004年（平成16年）4月1日 - 管内の運転業務および車両管理業務を子会社の早池峰バスに委託（2007年3月31日まで）
- 2011年（平成23年）
  - 3月11日 - 東日本大震災による津波で沿岸の路線が甚大な被害を受ける。
  - x月 x日 - 釜石市無料巡回バスの運行を開始。
  - 8月1日 - 1乗車100円にて一般路線バスの運行を再開。
- 2012年（平成24年）
  - 4月16日 - 無料巡回バスと一般路線バスを統合、広域路線バスとかまいしまるごとコミュニティバスに再編。
- 2019年（令和元年）6月1日 - 管内路線の大幅再編を実施し[2]、広域路線バスとかまいしまるごとコミュニティバスが一般路線となる。また前述の路線が「幹線」として岩手県交通、「幹線」に接続する支線が釜石市運行のコミュニティバスに転換される。
- 2025年（令和7年）1月28日 - 管内の路線にIwate Green passが導入される[3]

## 高速バス
- けせんライナー（夜行：釜石・大船渡 - 池袋線）
- 遠野・釜石号（夜行：大槌・釜石・遠野 - 池袋線）
- 釜石 - 仙台線（昼行：釜石・遠野 - 仙台線）

## 一般路線バス（現行路線）

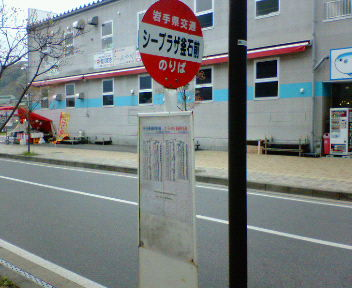
丸形バス停ポール（シープラザ釜石前にて）

### 盛岡釜石線
主要停留所のみ記載。
- 盛岡バスセンター - 県庁・市役所前 - 中央通一丁目 - 盛岡駅 - ゆいとぴあ中央 - （盛岡南IC） - （東北自動車道） - （花巻JCT）- （釜石自動車道） - （遠野IC） - 道の駅遠野風の丘【トイレ休憩5分】- （遠野IC） - （釜石自動車道） - （釜石仙人峠IC） - 上大畑 - 釜石高校前 - 釜石営業所 - 合同庁舎前 - 釜石駅前 - 片岸 - 大槌町役場 - 大槌駅

1日1往復。2022年6月1日から現在の運行ルートとなり、所要時間を30分以上短縮した。上大畑 - 大槌駅間は盛岡行では乗車のみ、釜石・大槌行では降車のみとなり、同区間のみの利用はできない。
岩手県交通の地域連携ICカードであるIwate Green Passの他にも、iGUCA（岩手県北自動車）、Suica、PASMOなどの交通系ICカードによる利用が可能。
2011年7月19日から2022年5月31日までは、下記の運行ルートであった（主要停留所のみ記載）。
- 盛岡バスセンター - 県庁・市役所前 - 中央通一丁目 - 盛岡駅 - 川久保 - 日赤前 - 都南営業所 - 大迫バスターミナル - 千葉屋敷（トイレ休憩あり） - 遠野駅前 - 上大畑 - 釜石高校前 - 釜石営業所 - 合同庁舎前 - 釜石駅前 - 片岸 - 大槌町中央公民館入口

### 広域路線バス
かまいしまるごとコミュニティバスの運行拠点となっている「教育センター」は経由しない。教育センターは「製鉄所前」バス停から徒歩2分。

#### 浪板線
- 上大畑 - 県立釜石病院 - 釜石営業所 - 製鉄所前 - 釜石駅前 - 釜石中央 - 鵜住居駅 - 片岸 - マスト前 - 吉里吉里 - 浪板

#### 赤浜線
- 上大畑 - 県立釜石病院 - 釜石営業所 - 製鉄所前 - 釜石駅前 - 釜石中央 - 鵜住居駅 - 片岸 - マスト前 - （県立大槌病院前） - 赤浜

### かまいしまるごとコミュニティバス
「教育センター」は10時 - 15時間の上大畑行、大橋行、ほたるが丘団地行、国立病院行が乗り入れる。
〔…〕の区間はフリー乗降区間。

#### ほたるが丘線
- 〔ほたるが丘団地 - 小川〕[5] - 釜石駅前 - 釜石中央 - 東前

#### 国立病院発着
- 国立病院 - せいてつ記念病院（下りのみ）/ひまわり集会所（上りのみ） - 釜石駅前 - 釜石中央 - 東前

平日のみ運行。

#### 釜石大観音発着
- 県立釜石病院 - 釜石駅前 - 釜石中央 - 港町 - 釜石大観音

平日のみ運行。岩手県立釜石商工高等学校休校日は運休。

#### 大橋線
- 〔大橋 - 関沢〕[5] - 上大畑 - 県立釜石病院 - 釜石営業所 - （野田団地） - 釜石駅前 - 釜石中央 - 東前
- 〔大橋 - 関沢〕[5] - 上大畑 - 県立釜石病院 - 釜石営業所 - 釜石駅前 - 釜石中央 - 釜石大観音入口 - 上平田 - 上平田ニュータウン

上平田ニュータウン行は平日のみ運行。

#### 平田方面
- 上大畑 - 県立釜石病院 - 釜石営業所 - 釜石駅前 - 釜石中央 - （大平） - 釜石大観音入口 - 上平田 - 上平田ニュータウン

#### 上大畑発着
- 上大畑 - 県立釜石病院 - 釜石営業所 - （野田団地） - 釜石駅前 - 釜石中央 - 東前（- 新浜町）

「新浜町」へは平日のみ乗り入れ。

## 廃止路線
釜石大船渡線
- 上大畑 - 県立釜石病院 - 釜石営業所 - 教育センター - 釜石駅前 - 岩手銀行前 - 上平田 - 平田第6仮設前 - 小白浜 - 荒川 - 白木沢大橋 - 吉浜出張所 - 越喜来浦浜 - 立根 - 大船渡東高校前 - サンリアSC前 - 県立大船渡病院

上大畑 - 荒川間は釜石まるごとコミュニティバスの一部として運行され、荒川 - 県立大船渡病院間は通常の路線バスとして運行されていた。大船渡営業所との共管。詳細は大船渡営業所の当該項を参照。2014年4月5日の三陸鉄道南リアス線の全線運転再開に伴って運行を終了した。
釜石船越線
- 上大畑 - 県立釜石病院 - 釜石営業所 - 製鉄所前 - 釜石駅前 - 釜石中央 - 鵜住居 - 片岸 - マスト前 - 吉里吉里 - 浪板 - 四十八坂 - 船越駅前 - 道の駅やまだ（当時）

浪板線を釜石船越線に改称の上、浪板 - 道の駅やまだ（当時）間を延長した。船越駅前・道の駅やまだで岩手県北バスと接続していた。2019年3月23日の三陸鉄道リアス線の全線運転再開に伴い、3月31日の運行をもって浪板 - 道の駅やまだ間が廃止となり、浪板線に再び改称された。
かまいしまるごとコミュニティバス

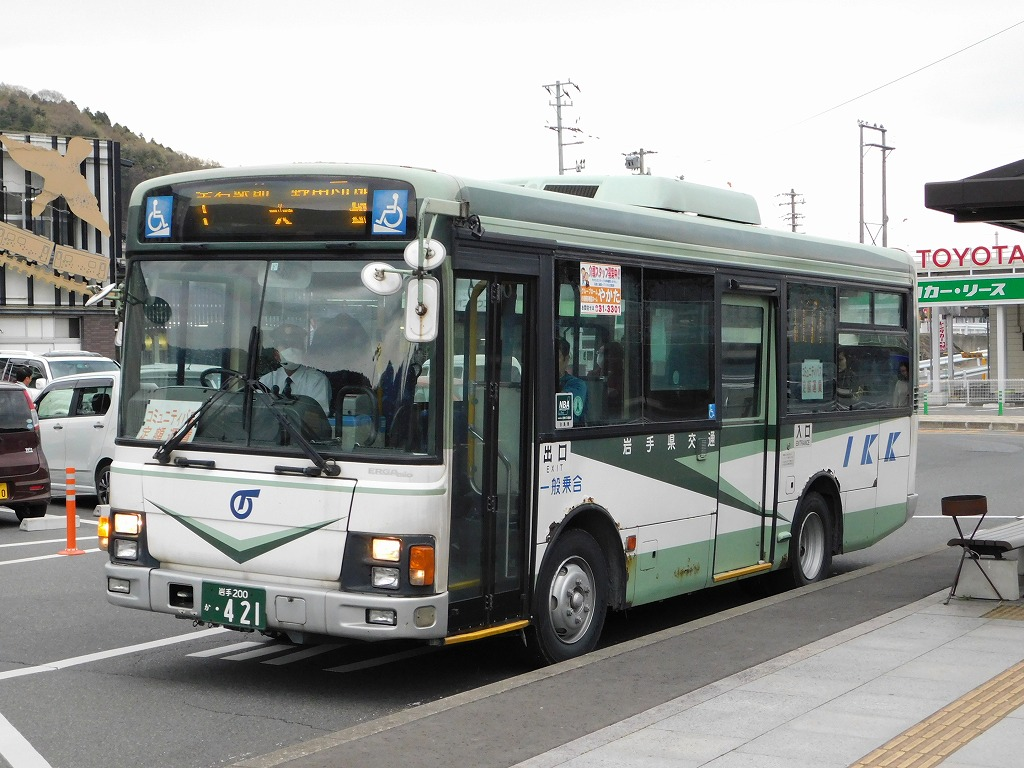
かまいしまるごとコミュニティバス（釜石駅前にて）「コミュニティバス 定額運賃」と赤文字で表示されている。

【…】は「にこにこバス」または「コミュニティバス」に転換された区間。
- ほたるが丘団地 - 小川 - 教育センター - 釜石駅前 - 釜石中央 - 東前 - 新浜町
- ほたるが丘団地 - 小川 - 釜石営業所 - 県立釜石病院
- 大橋 - 上大畑 - 県立釜石病院 - 釜石営業所 - 教育センター - 釜石駅前 - 釜石中央 - 大平 - 釜石大観音入口 - 上平田 - 上平田ニュータウン
- 大橋 - 上大畑 - 県立釜石病院 - 釜石営業所 - 教育センター - 釜石駅前 - 釜石中央 - 大平 - 釜石大観音入口 - 【上平田 - 平田第6仮設前】
- 上大畑 - 県立釜石病院 - 釜石営業所 - （教育センター） - 釜石駅前 - 釜石中央 - 両石 - 【日向 - 鵜住居 - 沢田 -　板橋　 - 中村】

このほかに両石から分岐して箱崎白浜へ向かう系統もあったが、2015年1月から運行を休止し、市が運行するデマンドバス「にこにこバス」に統合された。
- 上大畑 - 県立釜石病院 - 釜石営業所 - 教育センター - 釜石駅前 - 釜石中央 - 大平 - 釜石大観音入口 - 上平田 - 平田
- 上大畑 - 県立釜石病院 - 釜石営業所 - 教育センター - 釜石駅前 - 釜石中央 - 釜石大観音入口 - 【上平田 - 佐須】
- 上大畑 - 県立釜石病院 - 釜石営業所 - 教育センター - 釜石駅前 - 釜石中央 - 釜石大観音入口 - 【上平田 - 花露辺】
- 教育センター - 釜石駅前 - 釜石中央 - 釜石大観音入口 - 【上平田 - 旧釜石商高 - 花露辺 - 小白浜 - 川目仮設団地】
- 上大畑 - 県立釜石病院 - 釜石営業所 - 教育センター - 釜石駅前 - 釜石中央 - 釜石大観音入口 - 【上平田 - 小白浜 - 荒川】
- 上大畑 - 県立釜石病院 - 釜石営業所 - 教育センター - 釜石駅前 - 釜石中央 - 釜石大観音入口 - 【上平田 - 荒川 - 荒川集会所 - 大石】

## 一般路線バス（2011年3月11日まで）
特急釜石盛岡線
〈…〉はこの停留所を終点とする便が運行されていたことを意味する。
盛岡バスセンター - 県庁・市役所前 - 盛岡駅 - 日赤前 - 大迫バスターミナル - 千葉屋敷（トイレ休憩） - 遠野駅前 - 大畑 - 釜石高校前 - 釜石営業所 - 合同庁舎前 - 釜石駅前 - 岩手銀行前 - 〈東前〉・上平田ニュータウン
沿革
- 2004年4月1日 - 利用客減により路線廃止。
- 2007年12月3日 - 路線を再度新設、運行再開。
- 2009年4月1日 - 運行経路を一部変更（これに伴い、休憩場所が千葉屋敷に変更される）。
- 2009年7月1日 - 1往復増回。「東前」発着便を新設。
- 2011年3月11日 - 東日本大震災の影響で一時運休。
- 2011年7月19日 - 釜石側の経路を変更して運行再開。これに伴い、東前・上平田行き共に運行を終了。

赤浜線
- 上大畑 - 県立釜石病院前 - 小佐野駅前 - 釜石駅前 - 岩手銀行前 - 両石 - 鵜住居 - 大槌駅口 - 大槌病院 - 赤浜

浪板線
- 上大畑 - 県立釜石病院前 - 小佐野駅前 - 釜石駅前 - 岩手銀行前 - 両石 - 鵜住居 - 大槌駅口 - 大槌病院 - 浪板

釜石市内線
- 新浜町 - 東前 - 岩手銀行前 - 釜石駅前 - 小佐野駅前 - 岩手県立釜石病院 - 上大畑 - 大橋
- 東前 - 岩手銀行前 - 釜石駅前 - 教育センター - シープラザ釜石 - 小佐野駅前 - 県立釜石病院 - 上大畑 - 大橋

佐須線
- 上大畑 - 県立釜石病院前 - 小佐野駅前 - 釜石駅前 - 岩手銀行前 - （ - 大平 - ） - 観音入口 - 佐須

小白浜線
- 上大畑 - 県立釜石病院前 - 小佐野駅前 - 釜石駅前 - 岩手銀行前 - （ - 大平 - ） - 観音入口 - 上平田ニュータウン - 本郷入口 - 小白浜 - 荒川 - 大石
- 上大畑 - 県立釜石病院前 - 小佐野駅前 - 釜石駅前 - 岩手銀行前 - （ - 大平 - ） - 観音入口 - 上平田ニュータウン - 本郷入口 - 小白浜 - 荒川 - 花露辺

上平田団地線
- 大橋 - 上大畑 - 県立釜石病院前 - 小佐野駅前 - 釜石駅前 - 岩手銀行前 - （ - 大平 - ） - 観音入口 - 上平田ニュータウン

花露辺線
- 花露辺 - 本郷 - 小白浜 - 唐丹駅前 - 荒川（ - 大石）

小川線
- 小川 - 上中島 - 釜石駅前 - 岩手銀行前 - 東前
- 小川 - 上中島 - 教育センター - シープラザ釜石 - 釜石駅前 - 岩手銀行前 - 東前

国立病院線
- 東前 - 岩手銀行前 - 釜石駅前 - 上中島 - 小佐野駅前 - 国立釜石病院

橋野線
- 上大畑 - 県立釜石病院前 - 小佐野駅前 - 釜石駅前 - 岩手銀行前 - 天神町 - 両石 - 鵜住居 - 神ノ沢 - 沢田 - 橋野 - 中村

箱崎線
- 上大畑 - 県立釜石病院前 - 小佐野駅前 - 釜石駅前 - 岩手銀行前 - 天神町 - 両石 - 鵜住居 - 根浜 - 箱崎 - 箱崎白浜

釜石大観音線
- 釜石駅前 → 釜石大観音（途中無停車）
- 釜石大観音 → 岩手銀行前 → 釜石駅前 → 小佐野駅前 → 上大畑

廃止路線
- 県立病院線

## 車両
かまいしまるごとコミュニティバスの路線に狭隘路が多数存在するため、一般路線車は自社発注の中型車が主力となっている。一般路線の大型車は国際興業バスからの移籍車が多いが、震災復興支援で都営バスから移籍したものもある。また、夜行高速バスを運行するため専用車両の配属もある。